# SN 1604
SN 1604 або Наднова́ Ке́плера — наднова типу Ia
 в нашій галактиці, на відстані не більше 6 кілопарсек (20 000 світлових років) від Землі в напрямку сузір'я Змієносця. Спалахнула восени 1604 року, і стала останньою надновою нашої Галактики, яку було помічено неозброєним оком. Названа на честь німецького астронома Йоганна Кеплера, який дослідив її у своїй праці De Stella Nova.
Залишок наднової Кеплера вважається одним зі зразкових об'єктів такого типу і досі є предметом досліджень в астрономії.

## Спостереження

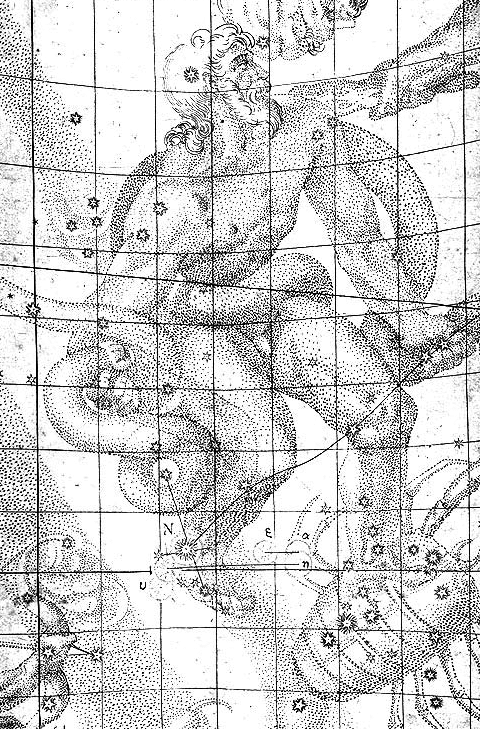
Оригінальний малюнок Йоганна Кеплера з його праці De Stella Nova (1606), на якому зображено розташування зорі stella nova (SN 1604), позначеної літерою N (8 клітинок вниз, 4 зліва направо)

Сузір'я Змієносець

Наднова Кеплера під час своєї максимальної яскравості була яскравіша за будь-яку іншу зорю на нічному небі. Її видима зоряна величина становила −2,5m. Зорю було видно навіть удень протягом трьох тижнів, а всього зоря була видима на небі впродовж одного року. Записи про її спостереження збереглися в європейських, китайських, корейських та арабських джерелах.
Вперше цю наднову помітили 9 жовтня 1604 року європейські спостерігачі. В китайських джерелах зорю вперше зафіксовано 10 жовтня, а в корейських — з 13 жовтня.
Значний внесок в спостереження наднової належить німецькому астроному Йоганну Кеплеру, тому наднову часто також називають надновою Кеплера. Вперше він помітив її 17 жовтня (запізнення спричинене поганою погодою у його регіоні). Результати спостережень Кеплер опублікував у своїй роботі De Stella Nova in Pede Serpentarii в 1605 році.
Залишок наднової Кеплера було зафіксовано в оптичному діапазоні в 1930-х роках німецьким астрономом Вальтером Бааде за допомогою 2,5-метрового телескопа в обсерваторії Маунт-Вілсон.
Це була друга наднова за покоління, яку було видно неозброєним оком (перед цим Тихо Браге спостерігав спалах SN 1572 в сузір'ї Кассіопеї). Після SN 1604 не було відкрито жодної наднової в межах нашої Галактики, хоча поза межами галактики було відкрито багато нових, починаючи з S Андромеди, відкритої в 1885 році. Наднова SN 1987A у Великій Магеллановій Хмарі навіть була помітна неозброєним оком.
Існують відомості про дві пізніші наднові, світло яких мало досягати Землі приблизно в 1680 та 1870 роках — Кассіопея A та G1.9+0.3 відповідно. Проте не існує жодних історичних записів про їх спостереження. Імовірно, міжзоряне поглинання зробило їх надто тьмяними.